# Squadra uzbeka di Fed Cup
La squadra uzbeka di Fed Cup rappresenta l'Uzbekistan nella Fed Cup, ed è posta sotto l'egida della Uzbekistan Tennis Federation.
Essa partecipa alla competizione dal 1995, dopo che il paese ottenne l'indipendenza dall'Unione Sovietica nel dicembre 1991. Ad oggi il suo miglior risultato consiste negli spareggi per il Gruppo Mondiale II raggiunti nel 2008.

## Risultati
| = Incontro del Gruppo Mondiale |

### 2010-2019
| Anno | Turno                         | Data        | Sede               | Avversario    | Punteggio | Esito     |
| ---- | ----------------------------- | ----------- | ------------------ | ------------- | --------- | --------- |
| 2010 | Gruppo I, Fase a gironi       | 3 febbraio  | Kuala Lumpur (MAS) | Thailandia    | 0 – 3     | Sconfitta |
| 2010 | Gruppo I, Fase a gironi       | 4 febbraio  | Kuala Lumpur (MAS) | Taipei cinese | 1 – 2     | Sconfitta |
| 2010 | Gruppo I, Fase a gironi       | 5 febbraio  | Kuala Lumpur (MAS) | Kazakistan    | 1 – 2     | Sconfitta |
| 2010 | Gruppo I, Play-out            | 6 febbraio  | Kuala Lumpur (MAS) | Indonesia     | 3 – 0     | Vittoria  |
| 2011 | Gruppo I, Fase a gironi       | 2 febbraio  | Nonthaburi (THA)   | Thailandia    | 1 – 2     | Sconfitta |
| 2011 | Gruppo I, Fase a gironi       | 3 febbraio  | Nonthaburi (THA)   | India         | 2 – 1     | Vittoria  |
| 2011 | Gruppo I, Fase a gironi       | 4 febbraio  | Nonthaburi (THA)   | Cina          | 3 – 0     | Vittoria  |
| 2011 | Gruppo I, Playoff             | 5 febbraio  | Nonthaburi (THA)   | Giappone      | 0 – 3     | Sconfitta |
| 2012 | Gruppo I, Fase a gironi       | 1º febbraio | Shenzhen (CHN)     | Taipei cinese | 0 – 3     | Sconfitta |
| 2012 | Gruppo I, Fase a gironi       | 3 febbraio  | Shenzhen (CHN)     | Cina          | 0 – 3     | Sconfitta |
| 2012 | Gruppo I, Play-out            | 4 febbraio  | Shenzhen (CHN)     | Indonesia     | 3 – 0     | Vittoria  |
| 2013 | Gruppo I, Fase a gironi       | 6 febbraio  | Astana (KAZ)       | Taipei cinese | 2 – 1     | Vittoria  |
| 2013 | Gruppo I, Fase a gironi       | 7 febbraio  | Astana (KAZ)       | Cina          | 2 – 1     | Vittoria  |
| 2013 | Gruppo I, Fase a gironi       | 8 febbraio  | Astana (KAZ)       | Corea del Sud | 2 – 1     | Vittoria  |
| 2013 | Gruppo I, Playoff             | 9 febbraio  | Astana (KAZ)       | Kazakistan    | 1 – 2     | Sconfitta |
| 2014 | Gruppo I, Fase a gironi       | 5 febbraio  | Astana (KAZ)       | Cina          | 2 – 1     | Vittoria  |
| 2014 | Gruppo I, Fase a gironi       | 6 febbraio  | Astana (KAZ)       | Taipei cinese | 3 – 0     | Vittoria  |
| 2014 | Gruppo I, Fase a gironi       | 7 febbraio  | Astana (KAZ)       | Corea del Sud | 2 – 1     | Vittoria  |
| 2014 | Gruppo I, Playoff             | 8 febbraio  | Astana (KAZ)       | Thailandia    | 1 – 2     | Sconfitta |
| 2015 | Gruppo I, Fase a gironi       | 4 febbraio  | Canton (CHN)       | Hong Kong     | 3 – 0     | Vittoria  |
| 2015 | Gruppo I, Fase a gironi       | 5 febbraio  | Canton (CHN)       | Corea del Sud | 1 – 2     | Sconfitta |
| 2015 | Gruppo I, Fase a gironi       | 6 febbraio  | Canton (CHN)       | Giappone      | 0 – 3     | Sconfitta |
| 2015 | Gruppo I, Playoff 5º-6º posto | 7 febbraio  | Canton (CHN)       | Thailandia    | 0 – 2     | Sconfitta |